# Jodie Holmes
Jodie Holmes es un personaje ficticio del videojuego Beyond: Dos Almas, obra del diseñador David Cage, siendo la protagonista de dicho videojuego. El actor Elliot Page presta su cuerpo y su voz para el personaje.

## Concepción y diseño
Jodie Holmes está interpretada y doblada en el idioma original por el actor Elliot Page, conocido por sus participaciones en películas como Inception, Juno o en la saga X-Men.
El diseñador y fundador de la compañía Quantic Dream, David Cage, afirmó que su inspiración para el personaje llegó tras asistir al funeral de un amigo suyo, queriendo desarrollar una obra que tratara sobre la relación entre la vida y la muerte. Concluyó que la protagonista de su historia debía de ser una mujer fuerte y valiente, pero que a su vez tuviera el inocente aspecto de una niña, decantándose desde un principio por el actor Elliot Page para interpretar el papel. En un comienzo no se mostraba confiado en que el actor aceptara, pero tras un encuentro con él en la ciudad de Los Ángeles, se mostró dispuesto a participar en el proyecto de Cage.
Elliot Page califica su actuación como «uno de los trabajos más duros de su carrera» y definiéndolo como «la interpretación más pura», debido al uso de la imaginación que tenía que hacer a la hora de realizar las escenas.
El personaje de Jodie Holmes suele mantener una actitud taciturna y reservada. Merced a los desencantos que ha sufrido a lo largo de su vida, le cuesta confiar en los demás y prefiere ser parca en cuanto a palabras, incluso con sus conocidos. El personaje de Jodie Holmes suele mantener una actitud taciturna y reservada. Merced a los desencantos que ha sufrido a lo largo de su vida, le cuesta confiar en los demás y prefiere ser parca en cuanto a palabras, incluso con sus conocidos. Tampoco ha podido relacionarse con gente cercana a su edad, ya que al tener miedo de sus habilidades sobrenaturales le ponen el mote de bruja y empiezan a acosarla por ser diferente a los demás. Pese a estas características, lo cierto es que es valiente y audaz, sabiendo ser resolutiva en los momentos complicados y logrando mantener la cabeza fría. Posee unos valores morales muy sólidos y no olvida las ofensas fácilmente, sobre todo de aquellos en los que ha depositado confianza. El haberse criado sola y sin familia casi toda su vida la ha hecho una persona solitaria e introvertida, no gustando ser dependiente de los demás excepto con Aiden, el único al que ha demostrado afecto genuino y con el que mantiene una relación de amor-odio.

## Biografía
Jodie Holmes es una niña que ya desde su nacimiento poseía un extraño ente. Esta entidad respondía al nombre de «Aiden» y parecía poseer poderes psicoquinéticos. Aiden se mantenía siempre unido a Jodie y parecía responder ante ella, ya fuera protegiéndola o actuando bajo su libre albedrío.
En el juego no se especifica cuáles fueron las circunstancias exactas del nacimiento de Jodie, pero sí se revela que fue criada bajo unos padres adoptivos, sin que ella supiera que no eran sus verdaderos progenitores. Estos decidieron deshacerse de ella después de comprobar que la pequeña Jodie no era una niña normal, y tras presenciar los problemas que las acciones de Aiden causaban. La llevaron a la sede del DPA, el departamento encargado de cuestiones paranormales.
En el complejo del DPA, Jodie quedó bajo la custodia del profesor Nathan Dawkins y de su ayudante Cole Freeman, los cuales se encargaron de profundizar en los «poderes» de Jodie y de indagar más sobre el origen de Aiden. Asimismo, descubren que Jodie vive acosada por unas extrañas entidades que se manifiestan en forma de sombras.
En su adolescencia, Jodie comprueba que no puede actuar como una chica normal. Tras un incidente durante una fiesta de cumpleaños, el profesor Dawkins le prohíbe cualquier contacto con el exterior del complejo, lo que sirve a Jodie como acicate para buscar su independencia.
Al cumplir los dieciocho años, Jodie es reclutada por la CIA, la cual planea aprovechar sus poderes. Bajo la custodia de Ryan Clayton, Jodie es trasladada a un campo de entrenamiento, donde será adiestrada para convertirse en un agente secreto de la organización. Jodie y Ryan comienzan a actuar juntos en sus misiones, desarrollando ambos un afecto mutuo. Sin embargo, su relación se ve truncada cuando Jodie descubre que la CIA (y por ende, Ryan) la han estado engañando para que asesine al presidente de Somalia haciéndolo pasar por un cruento señor de la guerra.
Jodie deserta de la CIA y se embarca en un viaje de pura supervivencia, relacionándose con indigentes, que los respeta ya que son igual de discriminados como lo era Jodie en su infancia y adolescencia y con una familia de navajos, que termina enamorándose, de uno de sus miembros, todo eso mientras está en una constante por evitar a la CIA. Finalmente, Jodie decide volver a contactar con Cole Freeman, el ayudante del profesor Dawkins, en orden de esclarecer su pasado. Este le revela que es hija de Norah Gray, una mujer que se halla en estado catatónico y de la cual fue arrebatada inmediatamente después de nacer. Jodie consigue reencontrarse con su madre, pero justo en ese momento, es atrapada por soldados.
Jodie es llevada de nuevo a la sede del DPA, donde se reencuentra con el profesor Dawkins. Este le revela que está trabajando acerca de los portales al Inframundo, el lugar donde se supone que procede Aiden, y que permitirá a los vivos estar en todo momento en contacto con los muertos. Asimismo, afirma que la CIA está dispuesta a otorgarle el perdón y la inmunidad total, además de una nueva identidad, a cambio de que les ayude en una última misión, la cual consiste en infiltrarse en un país asiático que ha logrado construir un portal hacia el Inframundo. Acompañada por Ryan, Jodie acude a desmantelar el portal, cumpliendo su misión pero quedando al borde de la muerte en el proceso. Justo antes de ser evacuados, Ryan le confiesa a Jodie su amor.
Jodie regresa a cobrar su recompensa, descubriendo que la CIA la ha engañado. En realidad, pretenden hacer con ella lo mismo que hicieron con su madre: sumirla en un estado catatónico. Aiden consigue advertir a Ryan y Cole sobre la situación de Jodie y logrando rescatarla. Sin embargo, en ese momento, el profesor Dawkins abre el portal que conecta con el Inframundo, desatando el caos cuando las entidades invaden el complejo. Jodie, Ryan y Cole acuden a cerrar el portal, pero tras ser atacados por las entidades, únicamente Jodie y Ryan están en condiciones de seguir adelante. Ambos se abren camino, hasta que Ryan se sacrifica para que Jodie pueda penetrar en el portal. Una vez dentro llega al más allá, donde Jodie se reencuentra con su madre y sus seres queridos, descubriendo que Aiden es su hermano gemelo, el cual falleció en el parto. En ese momento, Jodie debe escoger si se queda dentro del portal o regresa al mundo de los vivos.

### Conclusiones
En el caso de que Jodie no sea capaz de cerrar el portal, el mundo se verá sumido en la oscuridad provocada por las entidades. La consciencia de Jodie habita en un extraño limbo, donde el propio personaje afirma que no se halla ni en un estado de muerte ni de vida, condenada por siempre a preguntarse qué habría pasado de haber conseguido expulsar a las entidades.
Si Jodie decide quedarse dentro del portal (es decir, en el más allá), Jodie permanece como una entidad similar a Aiden, vigilando el mundo de los vivos y aquellos a los que ha querido.
Tras cerrar el portal, Jodie decide que es hora de emprender una vida ella sola. Ahora Aiden ya no está presente y eso la sume en una depresión constante. Tras un tiempo, Jodie decide que ha llegado el momento de decidir cómo debe afrontar su nueva vida, abriéndose cuatro decisiones para el jugador:
- Sola: Jodie decide que no va a estar con nadie, aceptando que nunca podrá tener una vida normal. En solitario decide viajar de ciudad en ciudad, de pueblo en pueblo, siempre en una constante por hallarse a sí misma. Cierta noche, Aiden le revela su presencia escribiendo «Estoy aquí».

- Zoey: afirmando que ellos fueron los únicos que la aceptaron tal y como es, Jodie decide regresar con los indigentes, sobre todo con Martes, a quien ayudó a dar a luz a su hija Zoey. Descubre que han alquilado un piso donde viven todos juntos y parece que están consiguiendo salir adelante. Jodie ayuda a Martes a criar a la pequeña Zoey. Afirma que desde el principio sintió una conexión con la niña, creyendo que no se trata de una niña normal.

- Ryan: Jodie reconoce que sigue enamorada de Ryan y decide vivir su vida junto a él. Los dos se marchan de vacaciones a una isla paradisíaca; mientras está tumbada en la arena, Aiden le escribe «Estoy aquí».

- Jay: Jodie decide irse a convivir con Jay en su rancho. Una noche, mientras estaba acostada con Jay, Aiden revela su presencia escribiendo en un espejo «Estoy aquí».

En el caso de que Jodie sobreviva, en el epílogo Jodie revela que ha estado siendo acosada por visiones sobre un futuro apocalíptico, donde el mundo es consumido por entidades que brotan de un gran portal. Jodie se dispone a enfrentarlo y, en el caso de que Jodie decida irse a convivir con Zoey, ambas son las que se dirigen hacia el portal.